# 倉本圭造
倉本 圭造（くらもと けいぞう）は、日本の経営コンサルタント。兵庫県神戸市出身。

## 略歴
兵庫県立神戸高校、京都大学経済学部を卒業。卒業後には、外資コンサル会社マッキンゼーに入社。その後に、船井総研を経て独立。
2023年4月、明治神宮や三井不動産主導による大規模樹木伐採により膠着した問題になっている東京の明治神宮外苑再開発計画について、noteやGQ Japanにおいて、現行案による再開発計画に賛成する私見を公開している。公的資金投入が出来ない宗教法人明治神宮が大半を保有する外苑内樹木の大規模伐採を伴う、外苑内外にある大規模修繕ないし建て替えが推奨されている神宮球場など諸施設の解体・移転・新築や、高層ビルの新築計画案を、三井不動産など大手デベロッパー主導で資金を呼び込むことを評価している。神宮内苑・外苑の維持管理費を宗教法人である明治神宮が単独で負担している現状、せざるをえない構造には無理があり、また、大規模伐採が予定されている外苑内樹木についても元は人工林にすぎないからだとしている。